# هارمانيشتي
هارمانيشتي هي قرية تقع في إقليم ياش في رومانيا.